# Malaxis hoi
Malaxis hoi är en orkidéart som beskrevs av P.O'byrne. Malaxis hoi ingår i släktet knottblomstersläktet, och familjen orkidéer. Inga underarter finns listade i Catalogue of Life.